# حيدر يغما
حيدر يغما (ولد عام 1926 – ومات في مارس 1986) هو شاعر إيراني. ولد في قرية قرب نيسابور. في بداية حياته كان عاملا بسيطا ولم يكن متعلما، وبدأ يؤلف القصائد في ثلاثينياته وتعلم القراءة والكتابة. مات في نيسابور ودفن فيها بجانب موقع شادياخ الأثري.

## قصائده
كانت قصائده فريدة من حيث كونه لم يتلق تعليما أكاديميا. فكان يصف كل شيء بأسلوب عفوي غض، لم يسبق إليه أحد من قبل.

## روابط خارجية
- منشور مدونة عن حيدر ياغما.
- نقد ياغما في مجلة نسخة محفوظة 27 سبتمبر 2007 على موقع واي باك مشين.